# Dysaphis
Dysaphis är ett släkte av insekter som beskrevs av Carl Julius Bernhard Börner 1931. Dysaphis ingår i familjen långrörsbladlöss.

## Bildgalleri

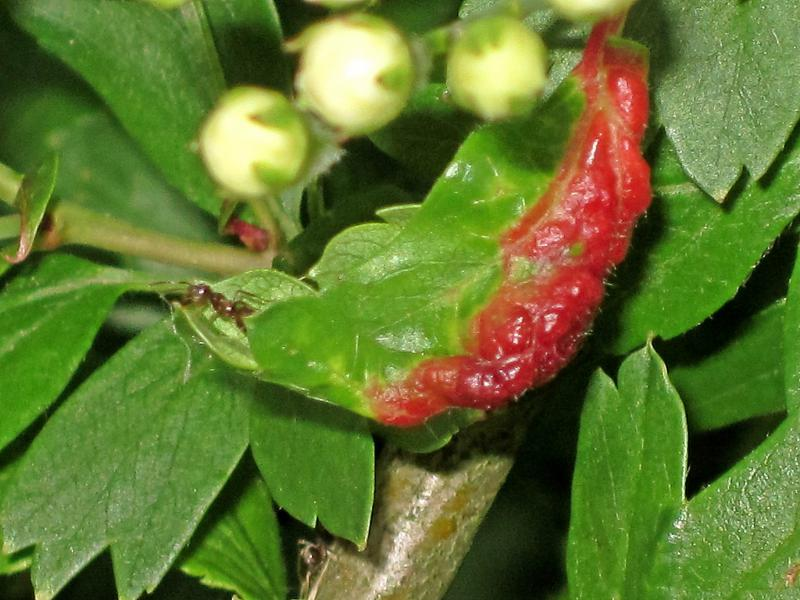
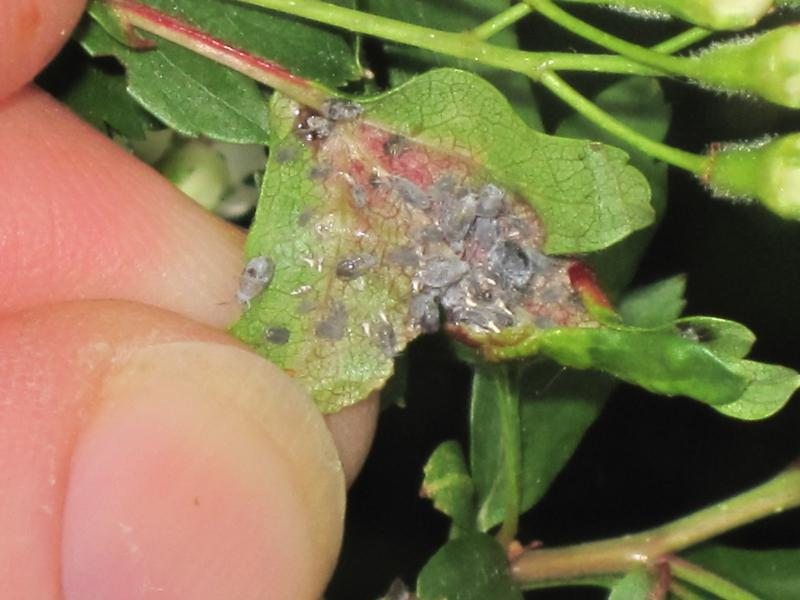
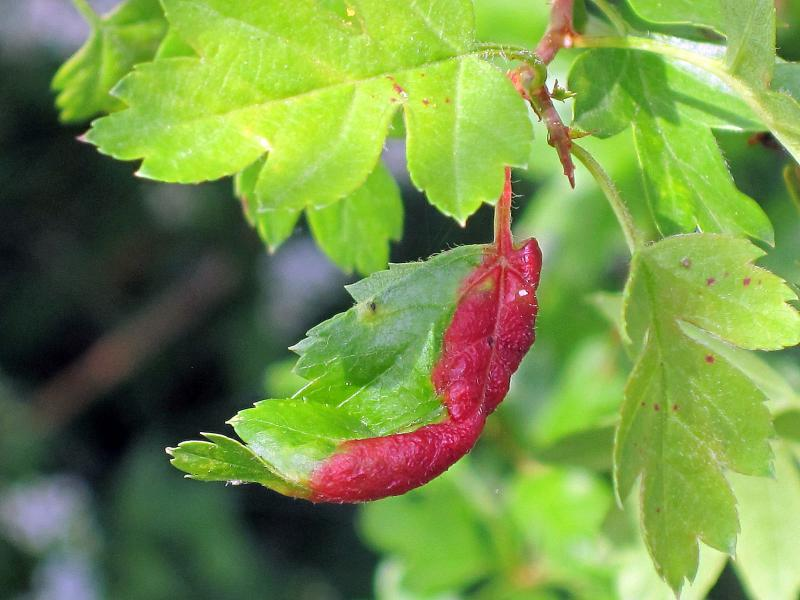
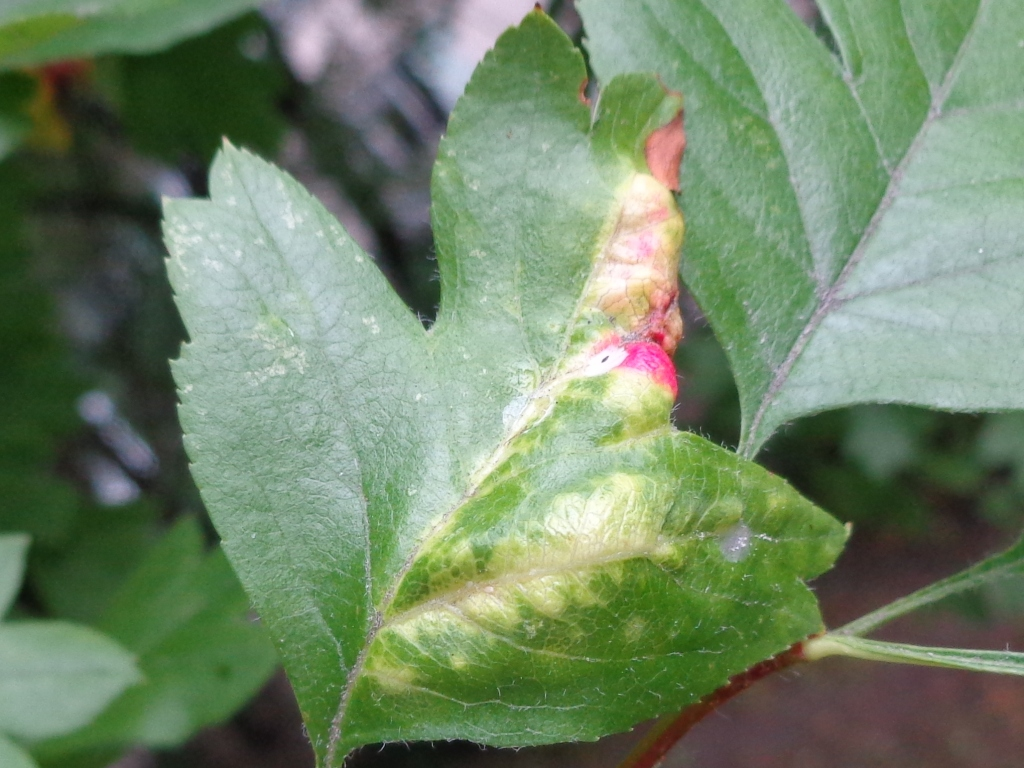
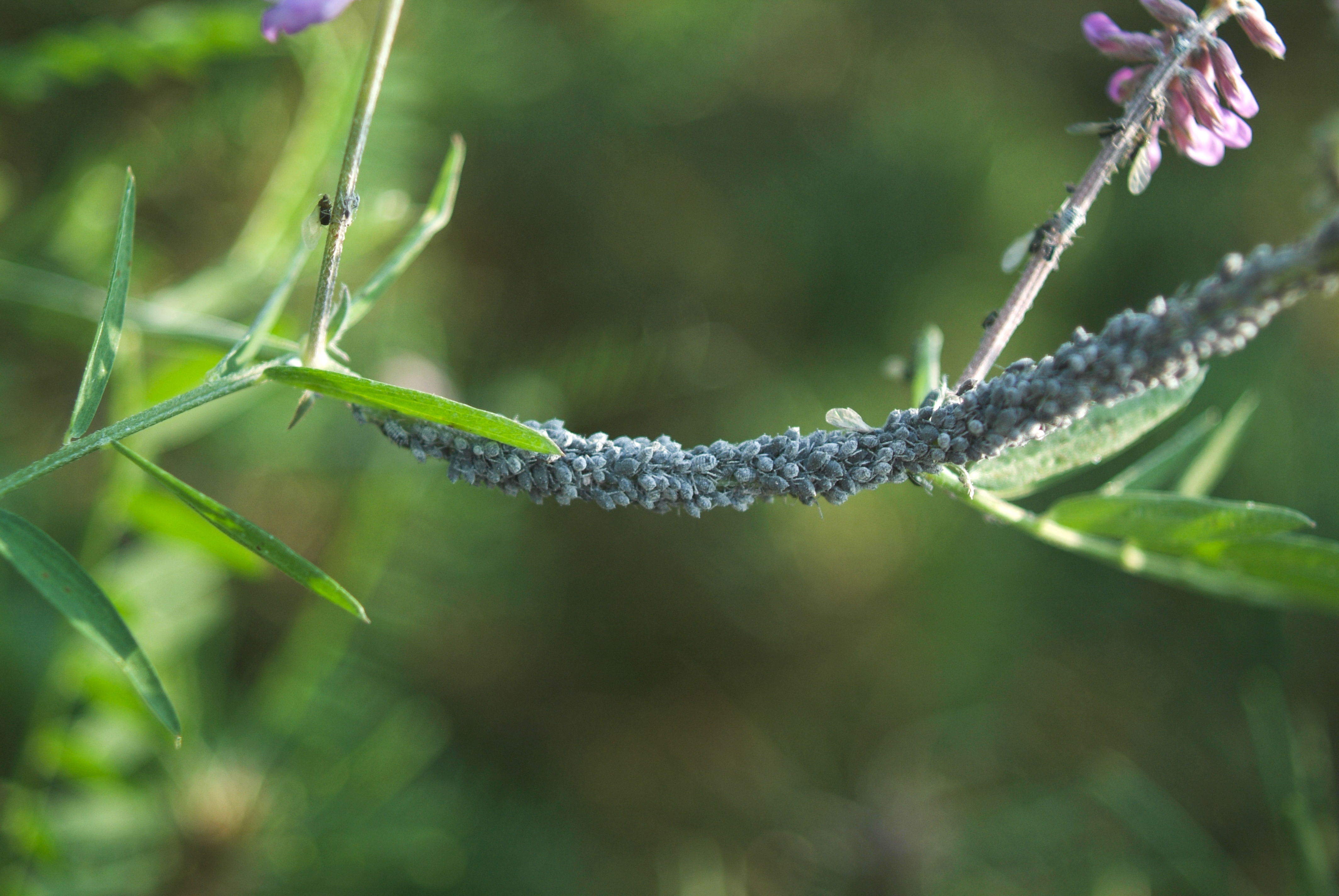
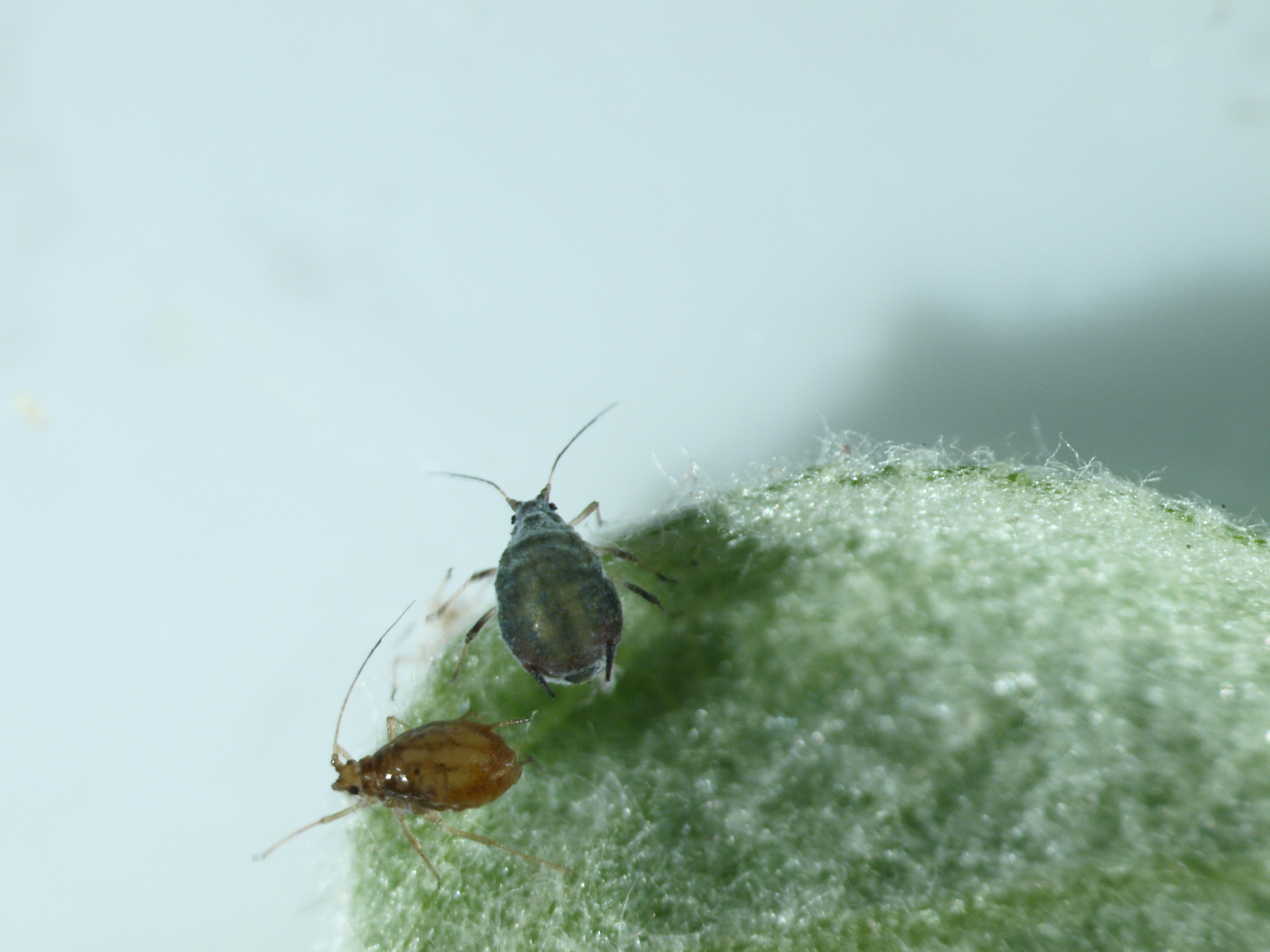

## Dottertaxa tillDysaphis, i alfabetisk ordning[1][2]
- Dysaphis acroptilidis
- Dysaphis affinis
- Dysaphis allii
- Dysaphis angelicae
- Dysaphis anisoidis
- Dysaphis annulata
- Dysaphis anthrisci
- Dysaphis apiifolia
- Dysaphis ariae
- Dysaphis armeniaca
- Dysaphis atina
- Dysaphis aucupariae
- Dysaphis bonomii
- Dysaphis brachycyclica
- Dysaphis brancoi
- Dysaphis brevirostris
- Dysaphis bunii
- Dysaphis candicans
- Dysaphis capsellae
- Dysaphis caucasica
- Dysaphis centaureae
- Dysaphis cephalariae
- Dysaphis cephalarioides
- Dysaphis chaerophylli
- Dysaphis cnidii
- Dysaphis cousiniae
- Dysaphis crataegi
- Dysaphis crathaegaria
- Dysaphis crathaegiphila
- Dysaphis crithmi
- Dysaphis deltoidei
- Dysaphis devecta
- Dysaphis eremuri
- Dysaphis ferulae
- Dysaphis flava
- Dysaphis foeniculus
- Dysaphis gallica
- Dysaphis handeliae
- Dysaphis henrystroyani
- Dysaphis hirsutissima
- Dysaphis hissarica
- Dysaphis incognita
- Dysaphis lappae
- Dysaphis laserpitii
- Dysaphis lauberti
- Dysaphis leefmansi
- Dysaphis libanotidis
- Dysaphis ligulariae
- Dysaphis longipilosa
- Dysaphis malidauci
- Dysaphis maritima
- Dysaphis microsiphon
- Dysaphis mordvilkoi
- Dysaphis multisetosa
- Dysaphis munirae
- Dysaphis narzikulovi
- Dysaphis neostroyani
- Dysaphis newskyi
- Dysaphis oreoselini
- Dysaphis orientalis
- Dysaphis papillata
- Dysaphis parasorbi
- Dysaphis pavlovskyana
- Dysaphis peucedani
- Dysaphis physocaulis
- Dysaphis pimpinellae
- Dysaphis plantaginea
- Dysaphis plantaginis
- Dysaphis pseudomolli
- Dysaphis pulverina
- Dysaphis pyraria
- Dysaphis pyri
- Dysaphis radicivorans
- Dysaphis radicola
- Dysaphis ramani
- Dysaphis ranunculi
- Dysaphis rara
- Dysaphis reaumuri
- Dysaphis rumecicola
- Dysaphis selinumi
- Dysaphis seselii
- Dysaphis shaposhnikovi
- Dysaphis sharmai
- Dysaphis sibirica
- Dysaphis sorbi
- Dysaphis sorbiarum
- Dysaphis tadzhikistanica
- Dysaphis taisetsusana
- Dysaphis taraxaci
- Dysaphis tschildarensis
- Dysaphis tulipae
- Dysaphis ubsanurensis
- Dysaphis unicauli
- Dysaphis uralensis
- Dysaphis ussuriensis
- Dysaphis vandenboschi
- Dysaphis viennoti
- Dysaphis virgata
- Dysaphis zini